# Scambus decipiens
Scambus decipiens là một loài tò vò trong họ Ichneumonidae.